# 효자 이구상 효자정문
효자 이구상 효자정문은 대한민국 충청남도 공주시 신풍면에 있는 문화유산이다. 1997년 6월 5일 공주시의 향토문화유적 제20호로 지정되었다.